# Tyrkere
Tyrkere (tyrkisk: Türkler) eller tyrkiske folk (tyrkisk: Türk halkı) er et tyrkisk folkeslag og nation, som primært lever i Tyrkiet og taler tyrkisk, som er er det mest udbredte tyrkiske sprog. De udgør den største etniske gruppe i Tyrkiet og den største gruppe der taler tyrkiske sprog. Tyrkiske minoriteter findes i de lande, der tidligere var en del af Det Osmanniske Rige. Endvidere er der gennem moderne migration opstået et tyrkisk diaspora i især Vesteuropa.
I alt er der omkring 80 mio. etniske tyrkere, hvoraf 60 - 65 mio. lever i Tyrkiet.